# مهرجان مكناس الدولي لسينما للشباب 2021
مهرجان مكناس الدولي لسينما للشباب 20   تمت مشاركة 60 فيلما قصيرا من المغرب والجزائر وتونس وليبيا والسودان وفلسطين ومصر وسوريا وفرنسا وهولاندا والولايات المتحدة الأمريكية.وسيتم منها انتقاء 20 فيلما للتباري على جوائز المسابقة الدولية و10 أفلام للتباري على جوائز المسابقة المحلية، وذلك في إطار أنشطة الدورة الحادية عشرة للمهرجان المزمع تنظيمها حضوريا أو رقميا (حسب مستجدات الوضع الصحي بالبلاد) من 25 إلى 29 ماي 2021.21

## طاقم التحكيم
الجوائز المتبارى عليها، أمام لجنة تحكيم يترأسها:
- الدكتور فؤاد سويبة (كاتب وناقد سينمائي)
- المخرج منصف نزيهي
- الدكتور بوشعيب المسعودي (مخرج وكاتب)
- الفنان والباحث التشكيلي بنيونس عميروش
- المخرج الجزائري جمال محمدي
- الصحافي يحيى السعيدي

## المشاركون

### المغرب
- «سارق الذاكرة» لمنير علوان
- «نحو المجهول» لبلال طويل
- «إيكاروس» لسناء العلاوي
- «على ضفة الأمل» لجميلة الدمري
- «سي في» لعبد الفتاح السراري
- «ع زائد م= حب» للطيب بنعبيد
- «سلا، مدينة الأبواب السبعة» لعادل عربوش
- «بلوكد» لوليد اولكتو، «إلى متى؟» لحمزة المزكلدي
- «لقاء مع الروح» لكوثر بنجلون
- «صرخة الطفولة» ل ابراهيم ازحاف
- «فرصة أخرى فقط» لحسن دسي، «جيميك» لأنس

### باقي الدول[4]
- «مخطط بياني» لحسام جليلاتي (من سوريا)
- "9" لعمر العميري (من السعودية)،
- «الجير» لعبد الرؤوف بن أحمد (من الجزائر)[5]
- «نافذة حمراء» لحسين العكيلي (من العراق)
- «أرواح عارية» لحسام علي العشي و«صلاة العشاء» ليوسف علاوي (من تونس)
- «توشريت» لعامر أبو حسيبة و«الطرحة» لمحمد يوسف (من مصر)
- «فانسان قبل الظهيرة» لغيوم مانغي (من فرنسا)
- «بينطا» لجاك كوليي (من غينيا)
- «هنا أفغانستان» لخادم حسين (من أفغانستان).

## الجوائز
1. الجائزة الكبري
2. جائزة الإخراج
3. جائزة السيناريو
4. جائزة مكناس للإبداع (تحمل هذه السنة اسم الإعلامي التلفزيوني الراحل صلاح الدين الغماري)
5. جائزة الفيلم الوثائقي وجائزة الجمهور.

## الفائزون
1. الجائزة الكبرى (أو جائزة فلسطين): فازت بها المخرجة المغربية كوثر بنجلون عن فيلمها “ لقاء مع الروح” (14 دقيقة)[6]
2. جائزة لجنة التحكيم الخاصة (أو جائزة صلاح الدين الغماري): حصل عليها الفيلم الفرنسي “فانسان قبل الظهيرة” (18 دقيقة) من إخراج غيوم مانغي، وهذا الفيلم سبق له أن توج في العديد من مهرجانات الأفلام القصيرة المنظمة سنتي 2020 و2021 بالمغرب.
3. جائزة الإخراج: كانت من نصيب الفيلم الأفغاني “هنا أفغانستان” (3 دقائق) من إخراج خادم حسين، وهو فيلم بسيط يعكس واقعا مأساويا بسبب عقليات متخلفة ولا يخلو من مسحة إنسانية.
4. جائزة الفيلم الوثائقي: منحت للفيلم الجزائري “الجير” (8 دقائق) من إخراج عبد الرؤوف بن أحمد، وهو فيلم يتمحور موضوعه حول الفروسية وما يرتبط بها من طقوس وعادات وتقاليد موروثة.
5. جائزة مكناس للإبداع، وهي جائزة خاصة بالمسابقة المحلية لأفلام الهواة المقيمين بالعاصمة الإسماعيلية، كانت من نصيب فيلم “إلى متى” (5 دقائق) من إخراج الشاب حمزة المزكلدي. علما بأن هذا الفيلم تنافس على هذه الجائزة اليتيمة مع فيلمين آخرين هما: “ع+م=حب (33 دقيقة) للطيب بنعبيد و”سيركوس” لمحمد لعريف.[7]